# Élection présidentielle américaine de 2020 au Michigan
L'élection présidentielle américaine de 2020 au Michigan a eu lieu le 3 novembre 2020 comme dans les 49 autres États ainsi que le district de Columbia. Les électeurs michiganais choisissent des grands-électeurs pour les représenter dans le collège électoral à travers un vote populaire. L'État du Michigan détient 16 grands-électeurs. L'État donne tous ses grands électeurs en faveur de Joe Biden et participe ainsi à la victoire de ce dernier.

## Résultats
| Candidats et colistiers  | Candidats et colistiers  | Partis           | Vote populaire | Vote populaire | Grands électeurs |
| Candidats et colistiers  | Candidats et colistiers  | Partis           | Voix           | %              | Voix             |
| ------------------------ | ------------------------ | ---------------- | -------------- | -------------- | ---------------- |
|                          | Joe Biden Kamala Harris  | Démocrate        | 2 795 184      | 50,51 %        | 16               |
|                          | Donald Trump Mike Pence  | Républicain      | 2 649 063      | 47,87 %        | 0                |
|                          | Jo Jorgensen Spike Cohen | Libertarien      | 60 342         | 1,09 %         | 0                |
|                          | Autres candidats         | Autres candidats | 28 944         | 0,52 %         | 0                |
|                          |                          |                  |                |                |                  |
| Total                    | Total                    | Total            |                | 100            |                  |
| Abstention               |                          |                  |                |                |                  |
| Inscrits / participation |                          |                  |                |                |                  |

## Analyse
|                                                   | Comté(s)                | Pourcentage |
| ------------------------------------------------- | ----------------------- | ----------- |
| Comté le plus démocrate                           | Washtenaw               | 72,7 %      |
| Comté le moins démocrate                          | Missaukee               | 22,5 %      |
| Comté le plus républicain                         | Missaukee               | 75,9 %      |
| Comté le moins républicain                        | Washtenaw               | 26 %        |
| Comté(s) démocrate en 2016 et républicain en 2020 | -                       |             |
| Comté(s) républicain en 2016 et démocrate en 2020 | Kent, Saginaw, Leelanau |             |